# Oberamt Eiterfeld
Das Oberamt Eiterfeld (auch (Ober-)Amt Fürsteneck) war eine Gerichts- und Verwaltungseinheit des geistlichen Fürstentums Fulda und des Fürstentums Nassau-Oranien-Fulda sowie im Kurfürstentum Hessen.

## Geschichte
Das Oberamt Eiterfeld bestand aus zwei räumlich getrennten Teilen: Dem Amt Eiterfeld und dem Gericht Neukirchen.

### Gericht Neukirchen
Die fuldische Herrschaft über das Gerichts führt Fulda auf die Schenkung des Hünfelds durch Karl den Großen zurück. Das Gebiet selbst wurde spät besiedelt. Neukirchen war seit dem 13. Jahrhundert kirchlicher Mittelpunkt, am Anfang des 14. Jahrhunderts wurde es auch als Gerichtsort genannt. Es gehörte zur Zentmark Eiterfeld. 1486 werden als dem Gericht zugehörige Orte Neukirchen, Meisenbach, Müsenbach und Odensachsen genannt. Diese waren zum Burgfriedensdienst der Burg Wehrda verpflichtet und erhielten im Gegenzug dort in Kriegszeiten Schutz. Das Gericht Wehrda wurde im Laufe der Zeit Fulda entfremdet und ein reichsritterschaftliches Amt. Entsprechend wurde das Gericht Neukirchen eine eigenständige Gerichts- und Verwaltungseinheit.
Aufgrund der finanziellen Not des Stiftes Fulda wurde das Gericht vielfach verpfändet. 1310 war Hartnid von Trübenbach, 1325 und 1329 die Gebrüder A. und H von Hume Pfandnehmer. 1369 erwarben die Brüder von von Trübenbach das Gericht. In den folgenden Jahrhunderten wechselten die Anteile unter den lokalen Adelsfamilien, wobei die von Buchenau bis 1506 den bedeutendsten Anteil hatten. Seit 1597 war die Familie von der Tann Pfandinhaber. 1710 erwarb das Hochstift Fulda die Anteile am Gericht zurück. Damit war die Frage nach dem Charakter des Amtes noch nicht entschieden. Während Fulda von der alleinigen Landesherrschaft ausging, waren die reichsritterschaftlichen Familien von Buchenau, von Mansbach, von Meisenbach und von Romrod, die über umfangreichen Grundbesitz im Gericht verfügten, der Auffassung es handle sich um ein reichsritterschaftliches Gericht. Die Frage wurde dem Reichskammergericht vorgelegt, das 1724 zu Gusten Fuldas urteilte. Allerdings ging der Rechtsstreit bis 1787 weiter. In diesem Jahr erkannten die reichsritterschaftlichen Familien Fuldas Ansprüche an und Fulda verzichtete im Gegenzug auf die 1653 bis 1687 zu Unrecht durch die reichsritterschaftlichen Familien erhobenen Steuern.
Auch Hessen-Kassel hatte Ansprüche auf das Gericht erhoben. 1723 wurde auch dieser Konflikt in einem Rezess gelöst. Hessen akzeptierte die fuldische Landeshoheit und Fulda eine hessische Schutzgerechtigkeit.

### Amt Eiterfeld
Die Zent Eiterfeld umfasste ursprünglich das Gericht Ufhausen und das Gericht Buchenau. Das zweite gewann im 16. Jahrhundert Unabhängigkeit von Fulda, das erste bildete ab dem 14. Jahrhundert das Amt Eiterfeld. Bis 1334 sind Zentgrafen in Ufhausen nachweisbar, danach lag der Amtssitz in Eiterfeld. Kern des Amtes war die Burg Fürsteneck. Burg Fürsteneck war Sitz des Amtmanns und des Vogtes und Verwaltungssitz. In Eiterfeld hatte ein Keller seinen Sitz. Das Zentgericht wurde unter einer Linde auf der Esch bei Eiterfeld abgehalten.
Vom 14. bis 16. Jahrhundert war das Amt vielfach verpfändet. Zuletzt war die Familie von Boineburg Pfandnehmer.
Im 18. Jahrhundert wurde das Amt als Oberamt Eiterfeld (bzw. Fürsteneck) bezeichnet. An seiner Spitze stand formal ein adliger Oberamtmann. Dieses Amt war aber zum Ende des HRR Sinekure. Oberster Beamter war faktisch vielmehr der Amtsvogt.

### Fürstentum Nassau-Oranien-Fulda
Das Fürstentum Nassau-Oranien-Fulda entstand aufgrund des Reichsdeputationshauptschlusses 1803. In Bezug auf die Rechtsprechung und Verwaltung wurde mit der Landesherrlichen Verordnung die Ober= und Ämter betrefffend vom 8. Januar 1803 eine Neuorganisation der bestehenden Ämter vorgenommen. Das Oberamt Eiterfeld blieb als unverändert. Das Amt trug nun die Bezeichnung eines Amtes I. Klasse. 

### Großherzogtum Frankfurt
1806 wurde das Fürstentum Nassau-Oranien-Fulda französisch besetzt und 1810 Teil des Großherzogtums Frankfurt. In der Franzosenzeit gehörte das Amt als Distriktsmairie Eiterfeld zum Departement Fulda, an der Struktur änderte sich nichts (siehe hierzu Gerichtsorganisation im Großherzogtum Frankfurt). Insbesondere die Trennung der Rechtsprechung von der Verwaltung wurde nicht eingeführt. 

### Kurhessen
Gemäß der Schlussakte des Wiener Kongresses vom 9. Juli 1815 ging das Oberamt Eiterfeld an das Königreich Preußen über. Dieses übertrug das Amt am 16. Oktober 1815 an das Kurfürstentum Hessen. 1822 wurde in Kurhessen die Trennung der Rechtsprechung von der Verwaltung vorgenommen. Die Verwaltungsfunktionen gingen auf den Kreis Fulda über, die Gerichtsfunktion auf das Justizamt Eiterfeld. 

## Umfang
Am Ende des HRR bestand das Oberamt aus:
- Amt Eiterfeld: Arzell, Betzenrod, Dittlofrod, Eiterfeld, Körnbach, Leibolz, Leimbach, Malges, Mengers, Oberufhausen, Oberweisenborn, Reckrod, Unterufhausen, Wölf
- Gericht Neukirchen: Hermannspiegel, Mauers, Meisenbach, Müsenbach, Neukirchen, Odensachsen und Siegwinden

## Persönlichkeiten
- Oberamtmann Ferdinand Freiherr von Münster (1800)
- Amtsvogt Karl Eckard (1800)
- Amtsvogt Franz Simon (1806)